# Съмърфийлд (Луизиана)
Съмърфийлд (на английски: Summerfield) е селище в южната част на Съединените американски щати, част от енорията Клейборн на щата Луизиана.
Разположено е на 69 метра надморска височина в областта Пайни Удс, на 84 километра северозападно от Монро и на 100 километра североизточно от Шривпорт. Селището е основано през 1868 година и има баптистка и методистка църква и малка гимназия.

## Известни личности
Родени в Съмърфийлд
- Карл Малоун (р. 1963), баскетболист